# Nítavris
Nítavris (em grego: Νίθαυρις; romaniz.: Níthavris), também referida como Nithafri, Nithavri ou Nitávri, é uma vila cretense da unidade regional de Retimno, no município de Amári, na unidade municipal de Curítes. Situada a 498 metros acima do nível do mar, próxima a ela estão as vilas de Apodúlo e Curútes. Segundo censo de 2011, têm 404 habitantes.